# Le Proscrit (film, 1938)
Pour les articles homonymes, voir Le Proscrit.
Pour plus de détails, voir Fiche technique et Distribution.
Le Proscrit (Kidnapped) est un film américain en noir et blanc d'Otto Preminger, repris et réalisé par Alfred L. Werker, sorti en 1938.
Il s'agit de la seconde adaptation du roman Enlevé ! de Robert Louis Stevenson (1886), la précédente datant de 1917 (Kidnapped (en)).

## Résumé
Au XVIIIe siècle, David Balfour, un garçon de noble extraction dont le père vient de mourir, est envoyé chez son oncle, Ebenezer, avec une lettre désignant David comme unique héritier. Ebenezer, vil et avare, s'arrange avec un capitaine de navire pour faire enlever son neveu et le vendre comme esclave dans un pays lointain. David se retrouve sur le bateau avec un autre prisonnier, Alan Breck. Le bateau est bientôt pris dans une tempête...

## Fiche technique
- Titre : Le Proscrit
- Titre original : Kidnapped
- Réalisation : Alfred L. Werker, Otto Preminger (non crédité)
- Scénario : Sonya Levien, Eleanor Harris, Ernest Pascal, Edwin Blum, d'après le roman Enlevé ! de Robert Louis Stevenson
- Producteur : Darryl F. Zanuck et Kenneth Macgowan (associé)
- Société de production : 20th Century Fox
- Société de distribution : 20th Century Fox
- Chef-opérateur : Gregg Toland, Bert Glennon (non crédité)
- Photographie : Gregg Toland
- Montage : Allen McNeill
- Musique : Arthur Lange, Charles Maxwell
- Décors : Thomas Little
- Costumes : Gwen Wakeling
- Genre : Aventures, drame
- Durée : 90 min
- Dates de sortie : 
  - États-Unis : 27 mai 1938
  - France : 21 septembre 1938

## Distribution
- Warner Baxter : Alan Breck
- Freddie Bartholomew : David Balfour
- Arleen Whelan : Jean MacDonald
- C. Aubrey Smith : le duc d'Argyle
- Reginald Owen : le capitaine Hoseason
- John Carradine : Gordon
- Nigel Bruce : Neil MacDonald
- Miles Mander : Ebenezer Balfour
- Ralph Forbes : James
- H. B. Warner : Angus Iller Ranke
- Arthur Hohl : Riach
- E. E. Clive : pasteur MacDougall
- Halliwell Hobbes : Dominie Campbell
- Montagu Love : le colonel Whitehead
- Donald Haines : Ransome
- Moroni Olsen : Douglas
- Leonard Mudie : Red Fox
- Mary Gordon : Mme MacDonald
- Forrester Harvey : l'aubergiste
- Clyde Cook : Blubber
- Russell Hicks : l'huissier de justice
- Holmes Herbert : le juge
- Kenneth Hunter : le capitaine Frazer
- Vernon Steele : un capitaine
- Ivan F. Simpson
- John Sutton
- Zeffie Tilbury
- Ian Maclaren : un pasteur
- Wyndham Standing : un membre de clan